# Église Notre-Dame de l'Assomption de Momalle
Pour les articles homonymes, voir Notre-Dame-de-l'Assomption.
L'église Notre-Dame de l'Assomption est un édifice religieux catholique classé situé dans la section de Momalle faisant partie de la commune de Remicourt en province de Liège (Belgique).

## Situation
L'église se situe sur une petite butte au centre du village hesbignon de Momalle. Elle est entourée par son cimetière ceint d'un mur pourvu de contreforts. L'altitude est de 140 m. 

## Historique
Un précédent édifice est cité en ce lieu dans plusieurs actes passés vers 1300. La tour actuelle est reconstruite en 1580 et en 1734, prolongée d'une nef et d'un chœur du XVIe siècle en partie restaurés en 1898 par l'architecte liégeois Hubert Froment.

## Architecture
D'une longueur approximative d'une quarantaine de mètres, l'église se compose d'une nef de trois travées percées de baies moulurées avec arc brisé, d'un chœur moins élevé et moins large et d'une abside à pans coupés. La tour de trois niveaux dégressifs est surtout remarquable par le deuxième niveau constitué par un original damier de briques et de tuffeau. Elle est surmontée par une flèche octogonale en ardoises terminée par une croix en fer forgé sous un coq en girouette

## Classement
L'église Notre-Dame de l'Assomption est classée depuis le 25 janvier 1935 et reprise sur la liste du patrimoine immobilier classé de Remicourt. 